# كريستوس تشريستوفوريديس
كريستوس تشريستوفوريديس (بالسويدية: Christos Christoforidis)‏ هو لاعب كرة قدم سويدي في مركز الهجوم، ولد في 31 ديسمبر 1981 في نورشوبينغ في السويد. لعب مع غايس غوتنبرغ.

## وصلات خارجية
- كريستوس تشريستوفوريديس على موقع اتحاد السويد (السويدية)
- كريستوس تشريستوفوريديس على موقع قاعدة بيانات كرة القدم.إي يو (الإنجليزية)